# Mark Hunt (Fußballspieler)
Mark Geoffrey Hunt (* 5. Oktober 1969 in Farnworth) ist ein ehemaliger englischer Fußballspieler.

## Karriere
Hunt erhielt 1986 einen zweijährigen Ausbildungsvertrag („YTS“) beim Viertligisten AFC Rochdale und kam am letzten Spieltag der Saison 1986/87 im sportlich bedeutungslosen Aufeinandertreffen mit Scunthorpe United per Einwechslung zu seinem Pflichtspieldebüt in der Profimannschaft. In der folgenden Spielzeit kam er am 19. September im Auswärtsspiel gegen Exeter City zu seinem Startelfdebüt, nachdem Stürmer Derek Parlane ausgefallen war. Er erzielte Rochdales Treffer beim 1:1-Unentschieden und stand drei Tage später auch beim 1:1-Unentschieden im Hinspiel des League Cups gegen den Erstligisten FC Wimbledon in der Startaufstellung. In der restlichen Saison kam er nur noch zu einem Einsatz in der Football League Trophy, am Saisonende erhielt Hunt keinen Profivertrag angeboten und trat anschließend im überregionalen Fußball nicht mehr in Erscheinung.